# Kirk Snyder
Kirk Patrick Snyder (Los Angeles, 5 giugno 1983) è un ex cestista statunitense, professionista nella NBA.

## Carriera
È stato selezionato dagli Utah Jazz al primo giro del Draft NBA 2004 (16ª scelta assoluta).